# Laminina

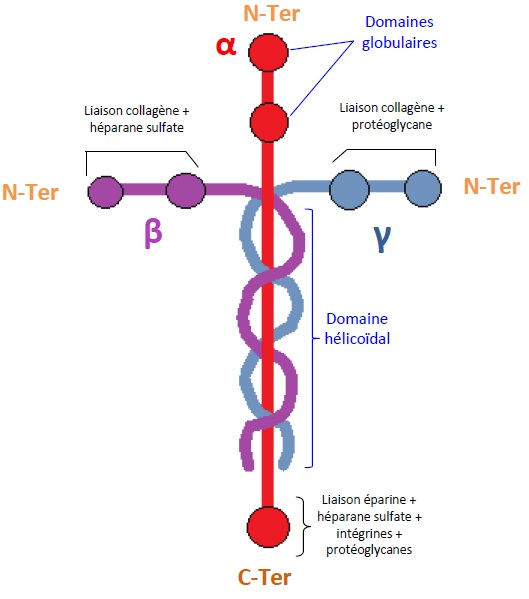
Schema della struttura della laminina e dei diversi legami con altre molecole

La laminina è una famiglia di glicoproteine che consistono di tre diverse catene polipeptidiche legate da ponti disolfuro. Ne sono stati identificati 15 tipi e le loro molecole assumono la forma simile a quella di una croce latina (dunque con tre bracci corti e uno lungo).
Pesa 800 kDa: 400kDa la catena A e 200kDa le catene B1 e B2 che legano il collagene di tipo IV. La laminina non è sintetizzata da fibroblasti, bensì dalle cellule epiteliali.

## Funzione
Le laminine influenzano, al pari della fibronectina, la migrazione embrionale, la crescita ed il differenziamento cellulare, ad esempio mediando lo spostamento delle cellule germinali primordiali dal sacco vitellino embrionale alle gonadi in via di sviluppo, attraverso il circolo sanguigno. Qui daranno origine a spermatozoi o uova. L'intero processo, infatti, avviene attraverso superfici particolarmente ricche, tra le altre proteine, di laminine, in quanto pare che le cellule germinali primordiali possiedano sulla superficie proteine che legano questo componente della MEC. Le laminine possono anche legare altre laminine, proteoglicani, collagene e altri componenti della matrice extracellulare. Studi evidenziano che laminine e molecole di collagene IV vadano a comporre reti interconnesse nella membrana basale che conferiscono a quest'ultima resistenza ed elasticità.